# Armut in Südkorea

Die Armutsquote (nach Steuern und Transferleistungen) in Südkorea lag im Jahr 2013 bei 14,6 %

Während Südkorea unmittelbar nach dem Koreakrieg zu den ärmsten Länder der Welt zählte, konnte durch den wirtschaftlichen Aufschwung von 1965 bis 1990 die Anzahl der in Armut lebenden Bevölkerung beträchtlich reduziert werden. Die relative Armut ist allerdings seit den 1990er Jahren – insbesondere in Folge der Asienkrise 1997 – stark angestiegen. Sie beträgt heute 14–15 %. Der Anteil der Bevölkerung, welcher in absoluter Armut lebt, beträgt etwa 2 %.

## Definitionen der Armut in Südkorea
Es gibt in Südkorea keine offizielle Kennzahl, mit welcher Armut bemessen wird. Eine Person wird dann als arm bezeichnet, wenn ihr Einkommen geringer ist als die Mindestlebenshaltungskosten. Diese werden durch das Gesundheitsministerium ermittelt und dienen als Basis für Sozialleistungen. Die Sozialleistungen errechnen sich aus der Differenz zwischen den Mindestlebenshaltungskosten und dem Einkommen des Betroffenen.

## Entwicklung
Seit 1965 konnte der Anteil der in Armut lebenden Bevölkerung stark reduziert werden. In der Wissenschaft wird Südkorea gerne als Beispiel für eine Politik zur Bekämpfung der Armut herangezogen. Während in den 1950er Jahren fast die Hälfte der Südkoreaner von Armut betroffen waren, lag die Armutsquote in den 1990ern bei 3,4 %. Heutige Schätzungen gehen von 12 % und teilweise sogar von 25 % aus. Gründe für die Verschlechterung der Situation werden in der Asienkrise gesehen.

## Ursachen für die Armut in Südkorea

### Konjunkturelle Ursachen für die Armut
Bei den Ursachen für die Armut in Südkorea kann man zwischen konjunkturellen und struktureller Faktoren unterscheidet. Die Armut, welche durch die Asienkrise 1997 und die globale Finanzkrise 2008 verursacht wurde, entstand in Folge von Massenentlassungen und ist somit eine Folge der globalen Konjunkturschwankungen. Diese betrafen Rentner, Witwen und geschiedene Frauen besonders hart. Die starken Auswirkungen der globalen Finanzkrise lassen sich durch den hohen Außenhandelsanteil und die starke Exportorientierung der südkoreanischen Volkswirtschaft erklären.

### Strukturelle Ursachen für die Armut und Altersarmut

Das Problem Altersarmut ist in Südkorea stärker ausgeprägt als in allen anderen OECD-Staaten.

Die konjunkturelle Entwicklung der letzten Jahrzehnte reicht allerdings alleine nicht aus, um den Anstieg der Armut seit den 1990er Jahren zu erklären. Dies zeigt sich insbesondere daran, dass ein hoher Anteil der Bevölkerung von Altersarmut betroffen ist. Durch die Auflösung der traditionellen Familie und einen schwachen Sozialstaat ist ein großer Teil der Bevölkerung über 65 Jahre von der Altersarmut betroffen. Auch im Hinblick auf den internationalen Vergleich ist die Altersarmut in Südkorea überdurchschnittlich stark ausgeprägt. Ein weiterer Grund für die hohe Armutsquote ist der große Anteil von Halbzeitjobs und kurz befristeten Arbeitsverträgen. Diese Problematik wird durch die im internationalen Vergleich extrem geringen Sozialausgaben Südkoreas verschärft. Die Sozialausgaben Südkoreas betrugen im Jahr 2014 nur 10 %, was allerdings eine Verdopplung gegenüber den Werten aus den 1990er Jahren darstellt. Die Situation dürfte sich in Südkorea noch in den nächsten Jahren erheblich verschärfen, da die Fertilitätsrate einer durchschnittlichen südkoreanischen Frau nur bei 1,2 Kinder liegt. Die niedrigen Geburtenraten werden die Sozialsysteme noch stärker belasten als bisher.

## Gesellschaftliche Folgen der Armut
Die gesellschaftlichen Folgen der Armut und insbesondere der Altersarmut sind vielfältig. Die Anzahl der Suizidfälle, welche sich auf Altersarmut zurückführen lassen, ist bedenklich hoch. Die Suizidrate der Bevölkerung über 65 ist in Südkorea höher als in jedem anderen OECD Staat. Aufgrund der traditionell stark verankerten Achtung gegenüber den Älteren stellt Altersarmut eine nicht zu unterschätzende psychologische Belastung für die Betroffenen dar.
Eine weitere Folge der Armut ist Prostitution. Aufgrund der finanziell prekären Lage vor allem alleinstehender oder verwitweter älterer Frauen ist die Altersprostitution in den letzten Jahren stark angestiegen.

## Strategien gegen die Armut
In Südkorea gibt es keine institutionellen Strukturen, welche sich ausschließlich mit dem Thema Armut auseinandersetzen. Stattdessen wird die Armutsbekämpfung einzelnen Ministerien überlassen. In diesem Zusammenhang nehmen das Gesundheitsministerium und das Arbeitsministerium die führende Stellung ein. Während das Gesundheitsministerium für die Sozialleistungen aufkommt, unterliegt die Arbeitslosenversicherung und Unfallversicherung  dem Verantwortungsbereich des Arbeitsministeriums.
Der Sozialstaat in Korea besteht aus drei Säulen: Sozialversicherungen (staatliche Renten, Arbeitslosenversicherung etc.), soziale Dienstleistungen und öffentliche Fürsorge. Auf lokaler Ebene setzen sich Gemeindeverwaltungen und private Wohlfahrtsverbände für die Situation der sozial schwächer gestellten Gesellschaftsschichten ein. Die privaten Träger spielen eine große Rolle bei der Beratung des Gesundheitsministeriums in sozialen Fragen.